# 克萊德 (北達科他州)
克萊德（英語：Clyde）是位於美國北達科他州卡弗利爾縣的非建制地區。

## 歷史
克萊德的郵局於1905年設立，其後於1965年停運。

## 地理
克萊德所處的海拔為高於海平面493米（即1617英呎），而該地所採用的時區為UTC-6，即北美中部时区（CST）。同時該地設有夏令時間，為UTC-6調快一小時，即UTC-5（CDT）。